# Porsche Tennis Grand Prix 2006
Il Porsche Tennis Grand Prix 2006 è stato un torneo femminile di tennis giocato sul cemento indoor. È stata la 29ª edizione del Porsche Tennis Grand Prix, che fa parte della categoria Tier II nell'ambito del WTA Tour 2006.
Si è giocato nel Porsche Arena di Stoccarda in Germania, dal 2 all'8 ottobre 2006.

## Campionesse

### Singolare
Nadia Petrova ha battuto in finale  Tatiana Golovin con il punteggio di 6–3, 7–6(4)

### Doppio
Lisa Raymond /  Samantha Stosur hanno battuto in finale  Cara Black /  Rennae Stubbs con il punteggio di 6–3, 6–4